# 吳秀容
吳秀容（韓語：오수룡，1944年—），北韓政治人物，任職最高人民會議預算委員會委員長、代議員和咸鏡北道黨責任書記。

## 生平
吳秀容最初在電子自動化工業委員會擔當技術局局長。1994年，晉升為第一副委員長。1998年，又升為金屬工業部部長。翌年調遷至電子工業部部長。2003年，他首次當選為最高民會議的代議員。同年，獲留任為金屬工業部部長。2009年，被起用為內閣副總理。之後，儘管離任金屬工業部部長。一職，但同時連任為代議員。2010年，他在擺免為副總理後，即成為朝鮮勞動黨中央委員會的中央委員。隨後，又接替洪錫亨出任咸鏡北道黨責任書記一職。2011年12月，最高領導人金正日離世，吳羞容被繼任人金正恩列為治喪委員會的成員之一。
2014年3月，吳秀容先在當屆的最高人民會議選舉當選為代議員。一個月後，又被委任為該議會的預算委員會委員長。2019年，未能於最高人民會議連任，但獲選為該議會的預算委員會委員。
2022年6月，吳秀容被解除劳动党书记和经济部长職務。2023年6月，吳秀容再度出任劳动党书记和经济部长。

## 資料來源
1. 1 2 3 4 5 6  .   [2014-04-24]. （原始内容存档于2014-04-24）.
2. ↑  "노동당의 조직 개편과 인사 변동" （页面存档备份，存于） 《統一新聞》 2014 4 21
3. ↑  . 勞動新聞. 2019-04-12  [2019-04-12]. （原始内容存档于2018-09-08） （中文）.
4. ↑  . 韩联社（韩国联合通讯社）. 2023-06-19  [2023-06-19]. （原始内容存档于2023-06-27） （中文）.